# Paaspop (Schijndel)
Paaspop is een driedaags muziekfestival dat elk jaar tijdens het paasweekend plaatsvindt in het Nederlandse Schijndel (Noord-Brabant).

## Geschiedenis
In 1974 werd het voor de eerste keer georganiseerd, in bescheiden vorm. Deze primeur vond plaats in het inmiddels verdwenen gemeenschapshuis D'n Herd. Al snel werd het festijn naar manege De Molenheide verplaatst, waar het vijftien jaar zijn vaste stek had.
In 1985 vond het festival voor de eerste keer plaats op Eerste Paasdag, waarmee het ’officiële’ Paaspop was ontstaan. Elf jaar later verhuisde het muziekfeest naar een grote circustent naast De Molenheide. Paaspop, dat de naam heeft de seizoensopener te zijn, trekt vanaf dan elk jaar meer dan 15.000 bezoekers, verspreid over tien podia. In 2011 werd het festival uitgebreid naar 3 dagen. Tevens komen er drie podia bij; Boogiedown waarvan het programma wordt ingevuld door Stichting Boogiedown Nederland, Heineken Starclub en Mash-up Ville. Het bezoekersaantal klimt sinds deze wijziging op naar rond de 90.000 bezoekers in 2019.
In 2020 is Paaspop het eerste festival dat moet worden afgelast vanwege de maatregelen tegen de verspreiding van het coronavirus. In 2021 besloot de organisatie Paaspop eenmalig in September plaats te laten vinden in de hoop dat het festival dat jaar wel door kon gaan. Ook in September kon het festival echter niet in de gebruikelijke vorm door gaan, waarna is afgezwakt naar een tweedaagse mini-editie van het festival op 4 en 5 September bestaande uit drie podia. Hier traden onder andere FeestDJRuud, Josylvio en Goldband op.  In 2022 was Paaspop terug met een succesvolle editie tijdens het paasweekend waarbij met ongeveer 35.000 bezoekers per dag dit de grootste editie was tot dan toe. Ook in 2023 en 2024 werden vergelijkbare bezoekersaantallen geteld. De afgelopen editie van 2025 had een line-up met namen zoals Faithless, Loreen, Son Mieux, Bankzitters en Roxy Dekker de vrijdag optraden. Op de zaterdag kwamen o.a. Joost Klein, Kensington, UB40, Frenna en Trobi optreden en zondag sloten Goldband, The Kooks, Broederliefde en Yves Berendse het festival af.
Vanaf 2022 begon Paaspop met de Sligro-avond op donderdag voor het festival. De Sligro, een horecagroothandel uit Veghel, kocht de kaarten van de donderdagavond voorafgaand aan het festival volledig op, zodat medewerkers, klanten en relaties van de Sligro op deze avond het festival kunnen bezoeken.
De eerstvolgende editie staat gepland in het weekend van 3 t/m 5 april 2026.